# 提斯劳吾斯提
提斯劳吾斯提（Tithraustes）是前4世纪早期的阿契美尼德王朝萨第斯总督，任职数年。由于历史记载的缺乏，对此人的事迹知之甚少。前395年，他从苏萨出发取代提萨斐尼，之后逮捕并处决了他。
为了消除阿格西莱二世的斯巴达军队的威胁，提斯劳吾斯提劝说斯巴达人向北进军进入法尔纳巴佐斯二世的領地，并且提供了行军军费。之后，就没有关于他的记载了。
色诺芬 提到，提斯劳吾斯提被派往罗德斯岛到希腊，煽动反对斯巴达人的力量，但按照时间顺序，这似乎不太可能。

## 脚注
1. ↑  Fine, The Ancient Greeks, 548.